# Снягово (Бургасская область)
Снягово (болг. Снягово) — село в Болгарии. Находится в Бургасской области, входит в общину Руен. Население составляет 1046 человек (2022).

## Политическая ситуация
В местном кметстве Снягово, в состав которого входит Снягово, должность кмета (старосты) исполняет Ферид Емурла Ахмед (Движение за права и свободы (ДПС)) по результатам выборов правления кметства.